# Biélorussie au Concours Eurovision de la chanson 2014
La Biélorussie participe au Concours Eurovision de la chanson 2014 à Copenhague, au Danemark.
TEO, représentant la Biélorussie au Concours Eurovision de la chanson, est annoncé le 10 janvier 2014, à la suite de sa victoire lors de la finale nationale Eurofest.

## Processus de sélection
La Biélorussie a annoncé sa participation au concours le 3 octobre 2013.
C'est par le biais de l'Eurofest, qui a eu lieu le 10 janvier 2014, que sont choisis l'interprète et la chanson qui représenteront la Biélorussie au Concours Eurovision de la chanson.
Le jury est notamment composé d'Alena Lanskaya, qui a gagné les deux dernières éditions de l'EuroFest.

## Liste des participants
Le 29 novembre 2013, BRTC a dévoilé le nom des 15 candidats. Le 5 décembre 2013, Alexey Gross et sa chanson "If I Could Do It All Again" sont disqualifiés, car la chanson avait déjà été utilisée à la Sélection nationale Maltaise 2011.
| #  | Artiste                          | Langue         | Chanson                           | Traduction                 | Télévote | Télévote       | Jury | Total | Rang |         |                                |                         |     |   |   |   |    |
| -- | -------------------------------- | -------------- | --------------------------------- | -------------------------- | -------- | -------------- | ---- | ----- | ---- | ------- | ------------------------------ | ----------------------- | --- | - | - | - | -- |
| #  | Artiste                          | Langue         | Chanson                           | Traduction                 | 1        | Natalia Tamelo | Jury | Total | Rang | Anglais | Not what I've been looking for | Pas ce que je cherchais | 668 | 0 | 3 | 3 | 10 |
| 2  | Nuteki                           | Anglais        | Fly away                          | Voler au loin              | 5561     | 10             | 0    | 10    | 5    |         |                                |                         |     |   |   |   |    |
| 3  | Artsem Mikhalenka                | Russe          | Rapsodiya #1                      | Rhapsodie #1               | 1844     | 0              | 0    | 0     | 13   |         |                                |                         |     |   |   |   |    |
| 4  | Matvei Cooper & "DUX" band       | Anglais        | Strippers                         | Strip-teaseurs             | 2120     | 1              | 0    | 1     | 12   |         |                                |                         |     |   |   |   |    |
| 5  | TEO                              | Anglais        | Cheesecake                        | Cheesecake                 | 5088     | 8              | 12   | 20    | 1    |         |                                |                         |     |   |   |   |    |
| 6  | Daria                            | Anglais        | Starlight                         | Lumière stellaire          | 2421     | 2              | 6    | 8     | 8    |         |                                |                         |     |   |   |   |    |
| 7  | Elena Siniavskaya                | Italien, Russe | Via lattea                        | Voie lactée                | 1222     | 0              | 2    | 2     | 11   |         |                                |                         |     |   |   |   |    |
| 8  | Alina Mochtchenko                | Anglais        | Angel crying                      | Ange en pleurs             | 1841     | 0              | 0    | 0     | 13   |         |                                |                         |     |   |   |   |    |
| 9  | Janette                          | Anglais        | You will be here                  | Tu seras là                | 2655     | 3              | 10   | 13    | 3    |         |                                |                         |     |   |   |   |    |
| 10 | Anastasia Malachkevitch          | Anglais        | Runaway                           | Fuis                       | 3370     | 5              | 4    | 9     | 6    |         |                                |                         |     |   |   |   |    |
| 11 | Switter Boys, Kate & Volga Karol | Russe, Anglais | Vetсhnaya lyoubov (Вечная любовь) | Amour éternel              | 4384     | 6              | 7    | 13    | 3    |         |                                |                         |     |   |   |   |    |
| 12 | Napoli                           | Anglais        | Stay with me                      | Reste avec moi             | 4847     | 7              | 1    | 8     | 8    |         |                                |                         |     |   |   |   |    |
| 13 | Max Lorens & DiDyuLya            | Anglais        | Now you're gone                   | Maintenant que tu es parti | 8746     | 12             | 8    | 20    | 2    |         |                                |                         |     |   |   |   |    |
| 14 | Tasha Odi                        | Anglais        | Empty universe                    | Univers vide               | 2930     | 4              | 5    | 9     | 6    |         |                                |                         |     |   |   |   |    |

## À l'Eurovision
La Biélorussie participa à la deuxième demi-finale, le 8 mai 2014 et se qualifia pour la finale du 10 mai en atteignant la 5e place, avec 87 points. Lors de la finale, le pays termina à la 16e place, avec 43 points.